# Carnevale di Cento
Il Carnevale di Cento è un carnevale storico che si svolge nell'omonima città, in Emilia-Romagna.

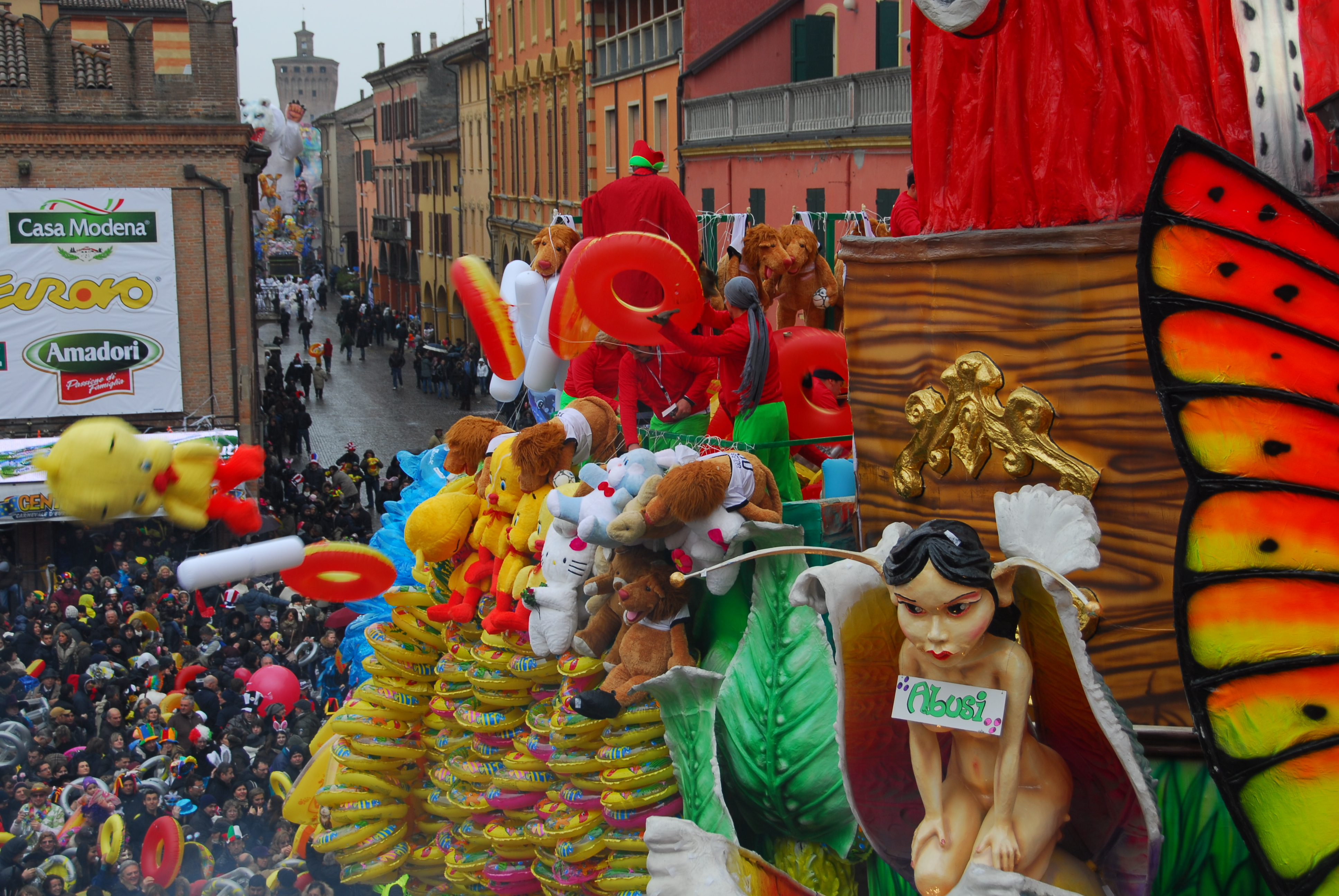
Il rinomato gettito di peluches e gonfiabili

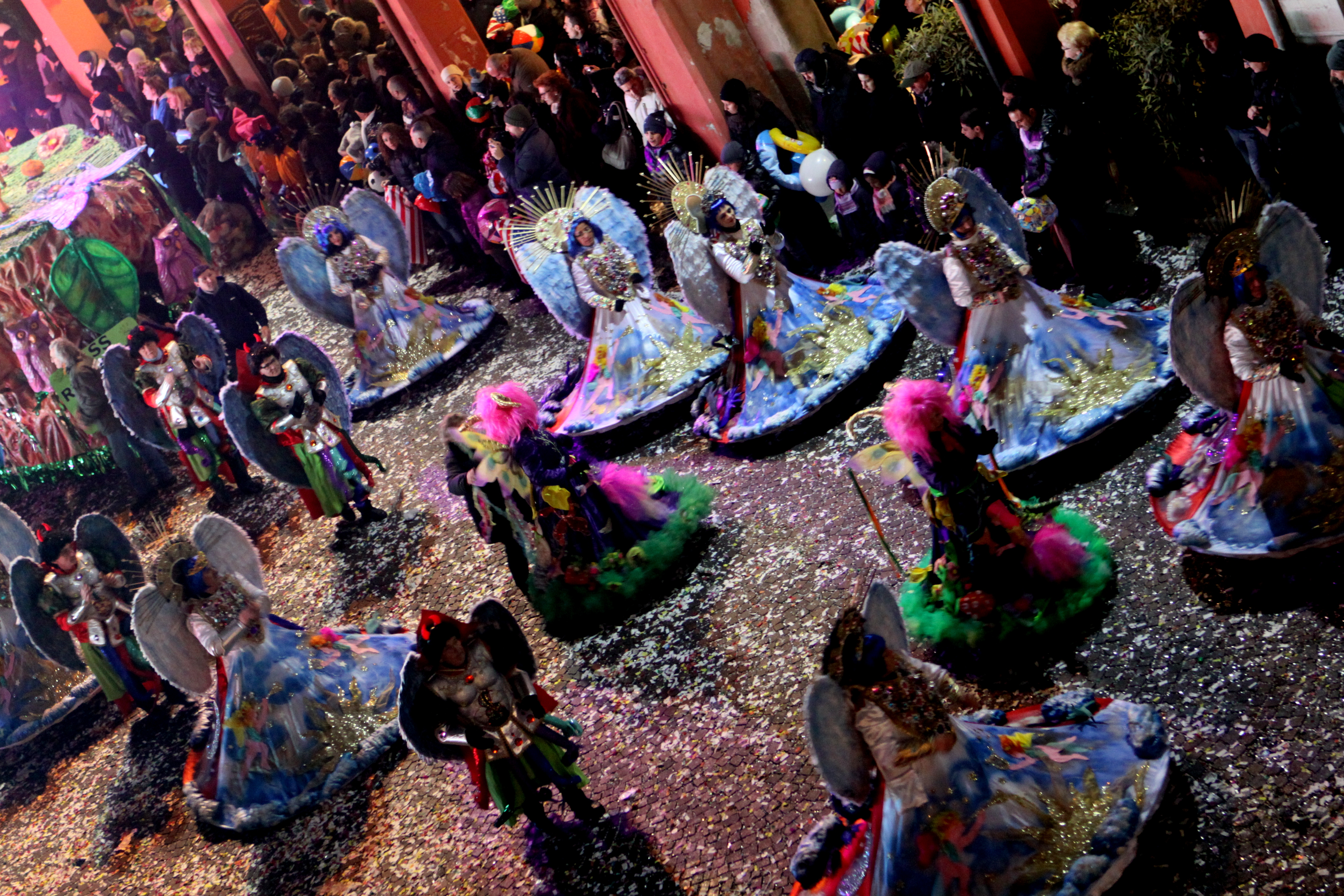
Le coreografie dei figuranti in costume

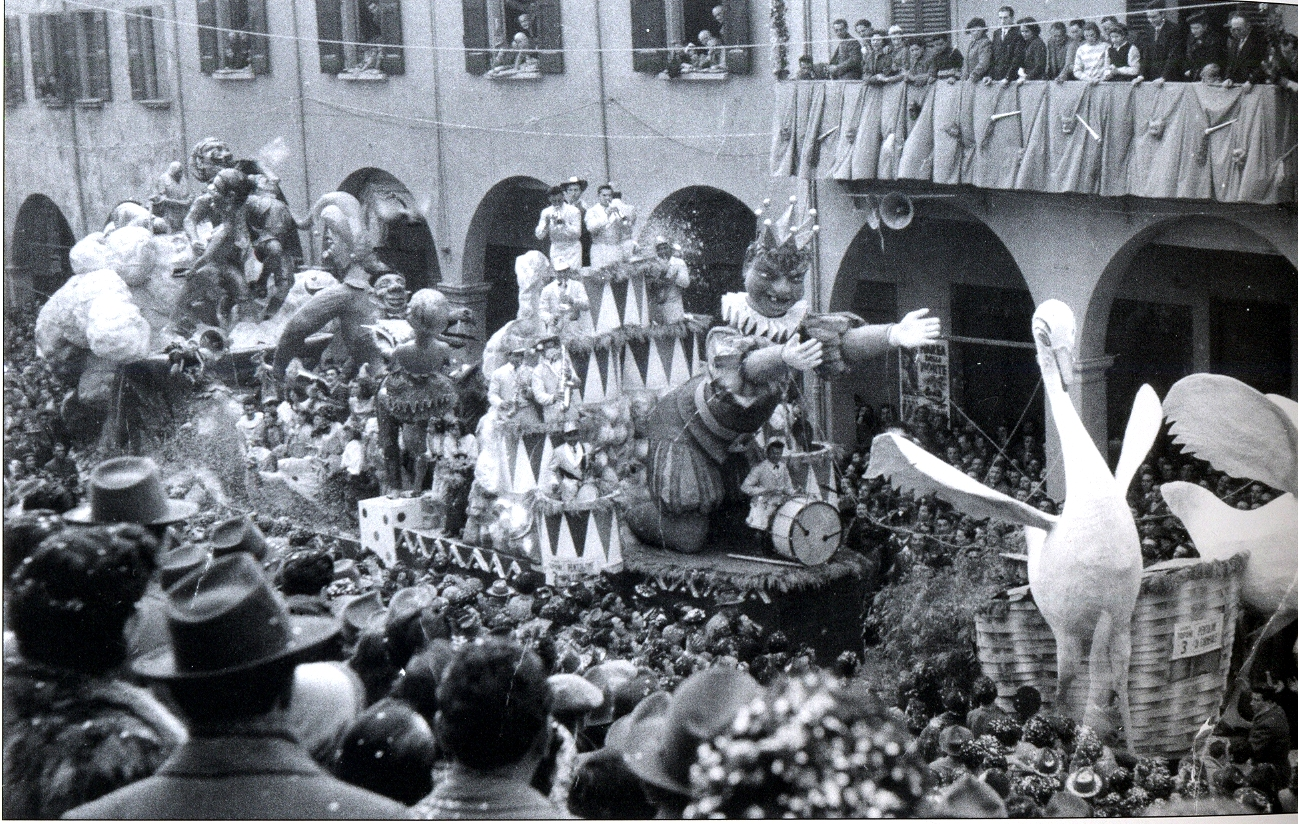
Un carro dal carnevale di Cento 1954

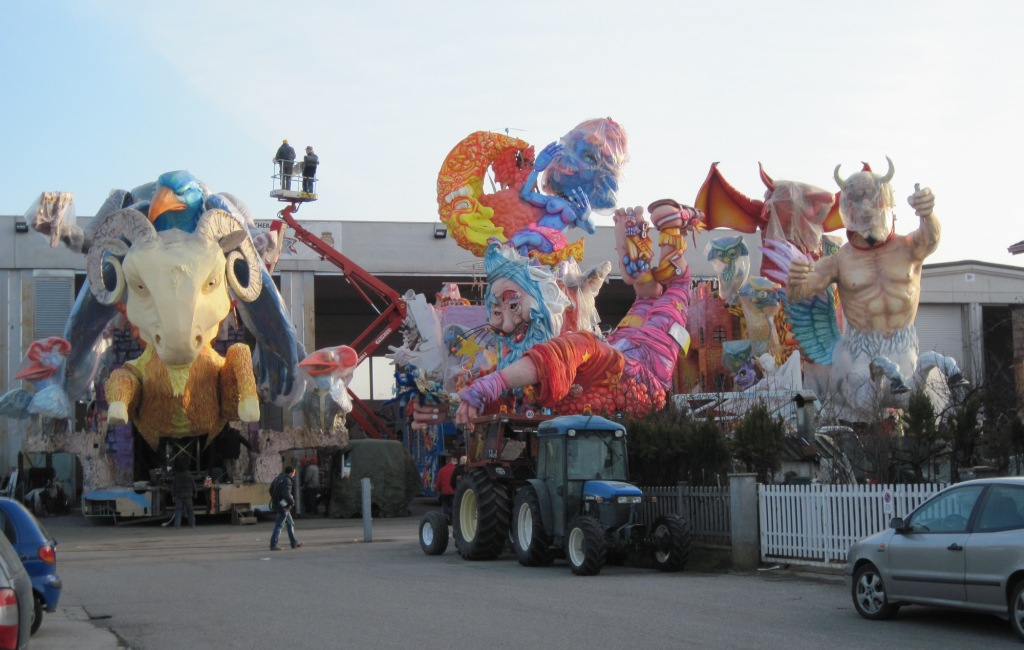
La lavorazione dei carri del Carnevale di Cento

## La storia del Carnevale di Cento
Il Carnevale a Cento ha origini antiche, come dimostrano alcuni affreschi del pittore seicentesco Giovanni Francesco Barbieri detto il Guercino (Cento 1591-Bologna 1666), che ritraggono scene dei festeggiamenti e delle celebrazioni carnevalesche in città.
Dal 1990 la manifestazione è diventata un evento folcloristico importante, grazie al gemellaggio con il Carnevale di Rio de Janeiro dove per alcuni anni sfilavano maschere del carro vincitore dell'edizione precedente e alla costante presenza di personaggi dello spettacolo italiano e internazionale.
Svoltasi ininterrottamente dal 1947, nel 2014 la manifestazione viene annullata a poche settimane dal suo inizio. I danni del terremoto dell'Emilia del 2012 che aveva colpito la città di Cento avevano comportato necessarie operazioni di messa in sicurezza dei magazzini dove sono costruiti i carri allegorici e soprattutto del centro storico della città, dove le costruzioni in cartapesta erano solite sfilare. Le sfilate del 2013 e del 2015 infatti sono state effettuate in un circuito al di fuori di quello tradizionale, all'interno del centro storico. Nel 2016 il carnevale è tornato finalmente a ripercorrere il suo tragitto originale attraversando la piazza della cittadina.
Dopo una pausa nel 2021 a causa della pandemia di Covid19, la manifestazione ritorna programmando le date della nuova edizione tra maggio e giugno 2022.

## La manifestazione
Il Carnevale a Cento impegna solitamente le 5 domeniche.
Le sfilate hanno inizio nel primo pomeriggio. I carri di carnevale attraversano più volte il centro storico accompagnati dalla musica e da gruppi di figuranti in maschera impegnati in coreografie. Peculiare è il ricco gettito di gonfiabili e peluches lanciato da ogni carro agli spettatori.
In Piazza Guercino è allestito un palcoscenico, dove il Patron del Carnevale presenta la manifestazione sempre accompagnato da volti noti del mondo dello spettacolo.
L'ultima domenica avviene la proclamazione della classifica e la premiazione della società vincitrice. A Cento è assegnato anche un trofeo per il gettito e uno per i costumi, l'animazione e musica.
All'ultima parata segue tradizionalmente il rogo della maschera locale "Tasi" accompagnato da uno spettacolo pirotecnico; prima di venire bruciato davanti alla Rocca, Tasi legge un testamento nel dialetto locale dove lascia i suoi averi ai personaggi più noti alla cittadinanza.

## Le società carnevalesche
Dal 2022 sono cinque le società carnevalesche che si sfidano al carnevale di Cento:
- I Ragazzi del Guercino (16 vittorie);
- Toponi (16 vittorie);
- Mazalora da Corporeno (8 vittorie);
- Risveglio (5 vittorie);
- Fantasti100 (1 vittoria).

Altre società storiche erano: Ammagamma (7 vittorie), Vulcania (7 vittorie), Ribelli (6 vittorie), Nottambuli (5 vittorie), Poligono (4 vittorie), Gran Canucel (2 vittorie), Amici di Penzale (1 vittoria), Bufera (1 vittoria), Nonantola (1 vittoria), Piedi Neri (1 vittoria), Ragno (1 vittoria), Riscatto (1 vittoria).

## Contestazioni
All'edizione 2003 del Carnevale prese parte, dietro pagamento da parte dell'organizzazione, l'allora arbitro di calcio Byron Moreno, famoso in Italia per aver diretto l'incontro Corea del Sud - Italia valido per gli ottavi di finale del Campionato mondiale di calcio 2002: il suo arbitraggio lo fece divenire impopolare in Italia nei mesi seguenti, tanto da suscitare forti perplessità sulla scelta dell'organizzazione del carnevale e dure contestazioni nei confronti dell'arbitro, espresse con fischi, cori di insulti e lancio di uova e monetine.

## Critiche
È stata più volte riportata al carnevale di Cento la comparsa di maschere provenienti da altri carnevali come quello di Acireale, Sciacca, Putignano, Massafra, Foiano della Chiana, Viareggio e Follonica. È da annotare come, a partire dalla seconda metà degli anni '10 del 21º secolo, la maggior parte delle stesse associazioni carnevalesche abbia intrapreso un percorso di rinnovamento che le sta portando alla progettazione, creazione e composizione delle maschere interamente in loco.